# Witkeeldwergral
De witkeeldwergral (Laterallus albigularis) is een vogel uit de familie van de Rallen, koeten en waterhoentjes (Rallidae).

## Verspreiding en leefgebied
Deze soort komt voor van Nicaragua tot Ecuador en telt drie ondersoorten:
- L. a. cinereiceps: van zuidoostelijk Honduras tot noordwestelijk Panama.
- L. a. albigularis: van zuidwestelijk Costa Rica tot westelijk Ecuador.
- L. a. cerdaleus: oostelijk Colombia.